# Julia Thévenot
Œuvres principales
Bordeterre (2020), Lettre à toi qui m’aimes (2021)
Julia Thévenot, née en 1990 à Tours, est une écrivaine française.

## Biographie
En 2020, Julia Thévenot publie son premier roman, Bordeterre,. Ce roman fantasy est remarqué,,. Inès âgée de 12 ans protège son frère Tristan autiste de 16 ans. Tout bascule, les deux adolescent se retrouvent à Bordeterre, un monde plein de mystères. Pour l'avis critique de Télérama : « Son inventivité fait merveille. Et la verve de ses mots, l’espièglerie de son regard, le décalage savoureux des images qu’elle actionne, le jeu des citations de chansons et de poèmes dont elle pique le texte, chahutent brillamment le genre ».
En 2021, l’auteure exploite le thème d'un amour de jeunesse non partagé dans le roman pour adolescents, Lettre à toi qui m’aimes.
Livre 1 : La sorcière sans nombril, premier opus du diptyque Mille Pertuis, est publié en 2023. Il narre l'histoire d'Ortie, jeune sorcière. Pour l'avis critique de Télérama : « La présence de la magie comblera les fans du genre et désarçonnera celles et ceux qui le sont moins. Et enfin, grâce à un fort ancrage dans le monde contemporain, l’intrigue se double d’une intelligente réflexion sur la transmission, le passage à l’âge adulte, la féminité... ». 

## Publications
- Bordeterre[2], Collection Exprim’, Éditions Sarbacane, 512 p., 2020  (ISBN 9782377312252)
- Le Trésor, Collection Petite Poche, Éditions Thierry Magnier, 43 p., 2021  (ISBN 9791035204228)
- Lettre à toi qui m’aimes, Éditions Sarbacane, 144 p., 2021  (ISBN 9782377315994)
- Mille Pertuis, Gallimard jeunesse

1. Livre 1 : La sorcière sans nombril[7], 2023  (ISBN 9782075179003)